# الصحة في تشاد

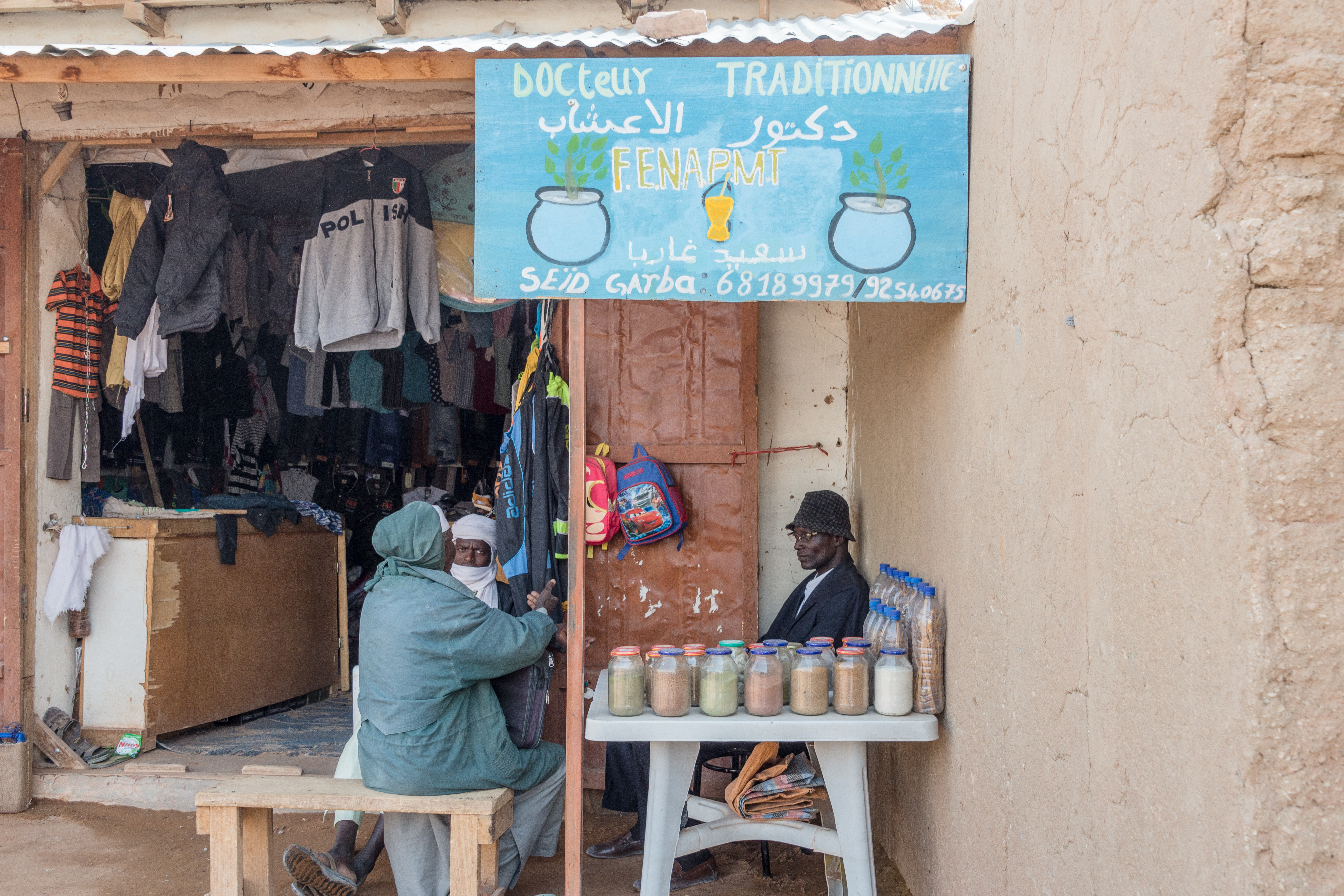
الطب التقليدي في فايا لارجو

تعاني الصحة في تشاد من ضعف نظام الرعاية الصحية في البلاد. الوصول إلى الخدمات الطبية محدود للغاية ويعاني النظام الصحي من نقص في الطاقم الطبي والأدوية والمعدات. في عام 2018، ذكرت المفوضية السامية للأمم المتحدة لشؤون اللاجئين أن تشاد لديها حاليًا 615681 شخصًا معنيًا بالقلق، بما في ذلك 446،091 لاجئًا وطالب لجوء. تبلغ كثافة الأطباء 0.04 لكل 1000 نسمة وكثافة الممرضات والقابلات 0.31 لكل 1000 نسمة. يبلغ متوسط العمر المتوقع عند الولادة للأشخاص المولودين في تشاد 53 عامًا للرجال و55 عامًا للنساء (2016). في عام 2019، احتلت تشاد المرتبة 187 من أصل 189 دولة على مؤشر التنمية البشرية، مما يضع البلاد كبلد منخفض التنمية البشرية.
توصلت مبادرة قياس حقوق الإنسان إلى أن تشاد تحقق 52.1% مما ينبغي أن تفي به من أجل الحق في الصحة على أساس مستوى دخلها. عند النظر إلى الحق في الصحة فيما يتعلق بالأطفال، تحقق تشاد 76.1% مما هو متوقع على أساس دخلها الحالي. وفيما يتعلق بالحق في الصحة بين السكان البالغين، تحقق البلاد 71.1% فقط مما هو متوقع على أساس مستوى دخل الدولة. تقع تشاد في فئة "سيء للغاية" عند تقييم الحق في الصحة الإنجابية لأن الأمة تحقق فقط 9.1% مما يُتوقع أن تحققه الأمة على أساس الموارد (الدخل) المتوفرة لديها.